# إيزادورا دانكن
أنجيلا إيزادورا دانكن (بالإنجليزية: Isadora Duncan)‏ (27 مايو، 1877 - 14 سبتمبر، 1927)، هي راقصة أمريكية، وُلدت في كاليفورنيا، لكنها عاشت وقضت معظم حياتها في أوروبا الغربية والاتحاد السوفيتي منذ سن الثانية والعشرين حتى وفاتها في سن الخمسين. قدمت إيزادورا العديد من العروض الفنية، التي نالت استحسان وإعجاب الجماهير في جميع أنحاء أوروبا وروسيا. ونتيجة تعاطفها تجاه الاتحاد السوفيتي، صدر قرار بنفيها خارج الولايات المتحدة.
أدى ولع دانكن بالأوشحة الحريرية إلى موتها في حادث سيارة مُفجع في نيس، بفرنسا، وذلك عندما تحركت السيارة التي كانت بها، وهي من نوع أمليكار. علق وشاحها الحريري، المُلتف حول عنقها كالأفعى، بمحور العجلة الخلفية للسيارة مُسببًا موتها على الفور بعد أن انكسرت رقبتها.

## معرض صور

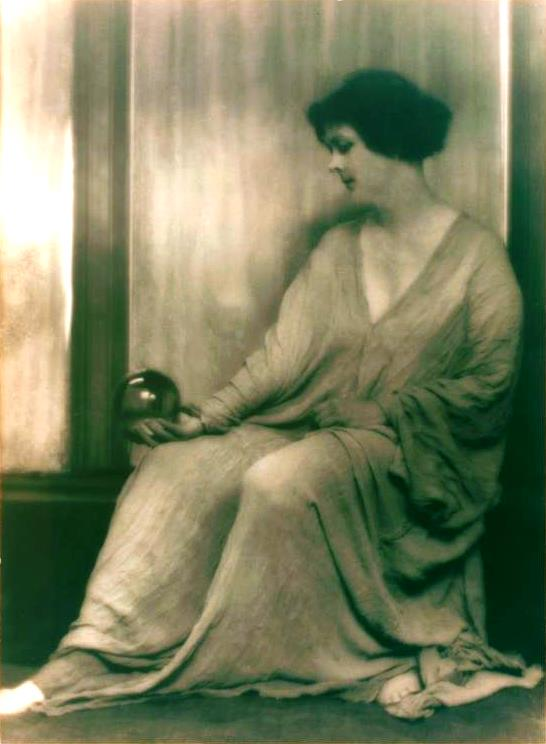
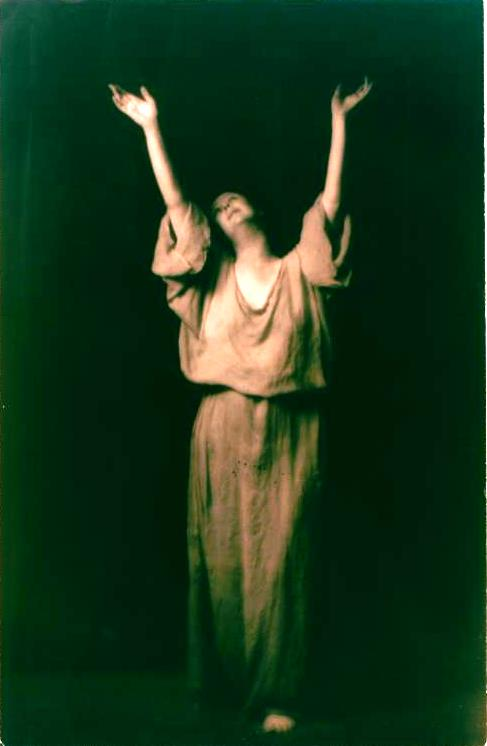
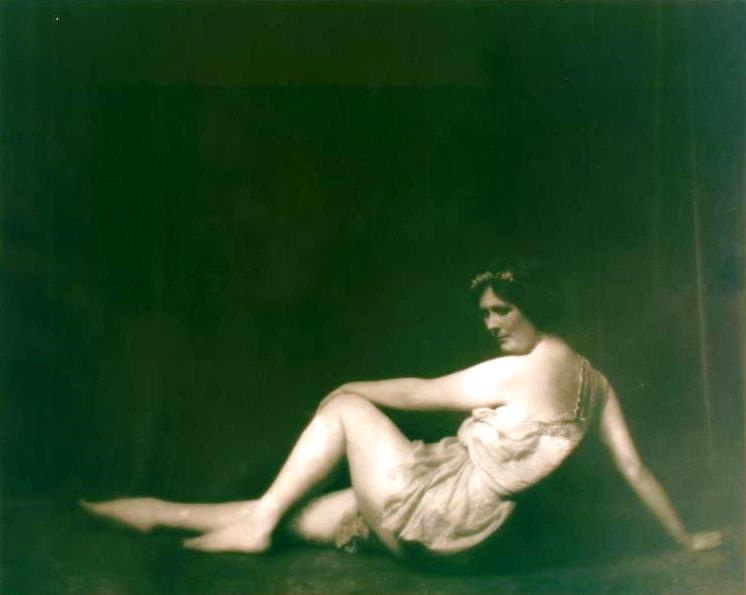

### كتابات أخرى
- Daly, Ann. Done into Dance: Isadora Duncan in America. Bloomington: Indiana University Press, 1995.
- Duncan، Isadora (1927). My Life. New York: Boni and Liveright. OCLC:738636.
- Duncan, Isadora. The Art of the Dance. New York: Theatre Arts Books, 1969.
- "Atlas F1 historical research forum about the Amilcar debate". 21 يوليو 2002. مؤرشف من الأصل في 2007-09-27. اطلع عليه بتاريخ 2007-07-02.

- Kurth, Peter. Isadora: A Sensational Life. New York: Little, Brown and Company, 2001.

## وصلات خارجية
- إيزادورا دانكن على موقع IMDb (الإنجليزية)
- إيزادورا دانكن على موقع الموسوعة البريطانية (الإنجليزية)
- إيزادورا دانكن على موقع ألو سيني (الفرنسية)
- إيزادورا دانكن على موقع ميوزك برينز (الإنجليزية)
- إيزادورا دانكن على موقع أول موفي (الإنجليزية)
- إيزادورا دانكن على موقع قاعدة بيانات برودواي على الإنترنت (الإنجليزية)
- إيزادورا دانكن على موقع قاعدة بيانات الأفلام السويدية (السويدية)
- إيزادورا دانكن على موقع إن إن دي بي (الإنجليزية)
- إيزادورا دانكن على موقع قاعدة بيانات الفيلم (الإنجليزية)
- إيزادورا دانكن على موقع كينوبويسك (الروسية)

- Isadora Duncan Dance Foundation, Inc.
- Isadora Duncan International Institute, Inc.
- isadoraNOW Foundation
- Dances By Isadora, Inc.
- Modern Duncan biographer, Peter Kurth's Isadora Duncan page
- Image Galleries @ NYPL & Library of Congress
- Isadora Duncan Heritage Society Japan